# 2024 en archéologie
Cet article présente les faits marquants de l’année 2024 en archéologie.

## juin
- le Prix européen d'archéologie Joseph Déchelette est décerné à Carole Quatrelivre.

## octobre
- Annonce de la découverte des ruines d’une ville maya, surnommée Valeriana, à Campeche, au Mexique.